# Росі Реєс
Росі Реєс (ісп. Rosie Reyes; 23 березня 1939, Мехіко — 3 січня 2024, там само) — мексиканська тенісистка.
Перемагала на турнірах Великого шолома в парному розряді.

## Фінали турнірів Великого шолома

### Парний розряд (1–2)
| Результат | Рік  | Турнір            | Покриття | Партнерка    | Суперниці                        | Рахунок       |
| --------- | ---- | ----------------- | -------- | ------------ | -------------------------------- | ------------- |
| Поразка   | 1957 | Чемпіонат Франції | Ґрунт    | Йола Рамірес | Ширлі Блумер Дарлін Гард         | 5–7, 6–4, 5–7 |
| Перемога  | 1958 | Чемпіонат Франції | Ґрунт    | Йола Рамірес | Мері Бевіс Готон Телма Койн-Лонґ | 6–4, 7–5      |
| Поразка   | 1959 | Чемпіонат Франції | Ґрунт    | Йола Рамірес | Сандра Рейнольдс Рене Схюрман    | 6–2, 0–6, 1–6 |

### Мікст (1 поразка)
| Результат | Рік  | Турнір            | Покриття | Партнерка      | Суперниці                       | Рахунок  |
| --------- | ---- | ----------------- | -------- | -------------- | ------------------------------- | -------- |
| Поразка   | 1974 | Чемпіонат Франції | Ґрунт    | Марсельйо Лара | Мартіна Навратілова Іван Моліна | 3–6, 3–6 |

## Фінали Олімпіад

### Парний розряд (1 золота, 1 срібна)
| Результат | Рік                        | Турнір                      | Покриття | Партнерка     | Суперниці                          | Рахунок   |
| --------- | -------------------------- | --------------------------- | -------- | ------------- | ---------------------------------- | --------- |
| Срібло    | 1968 (показові змагання)   | Літні Олімпійські ігри 1968 | Ґрунт    | Джулі Гелдман | Едда Будінг Гельга Ніссен Мастгофф | 3–6, 4–6  |
| Золото    | 1968 (виставкові змагання) | Літні Олімпійські ігри 1968 | Ґрунт    | Джулі Гелдман | Джейн Бартковіч Валері Зігенфусс   | 6–0, 10–8 |

### Мікст (1 бронзова)
| Результат | Рік                        | Турнір                      | Покриття | Партнерка   | Суперниці | Рахунок  |
| --------- | -------------------------- | --------------------------- | -------- | ----------- | --------- | -------- |
| Бронза    | 1968 (виставкові змагання) | Літні Олімпійські ігри 1968 | Ґрунт    | П'єр Дармон | поділ     | не грали |

Росі Реєс-Дармон і П'єр Дармон поступилися в півфіналі парі Джейн Бартковіч і Інго Будінг 6–3, 2–6, 1–6. Позаяк у виставковому турнірі не проводили матчу за третє місце, то обидвом бронзовими медалями нагородили обидві пари, що зазнали поразки в півфіналі.